# Arbonne-la-Forêt
Arbonne-la-Forêt [aʁbɔn la fɔʁɛ] ist eine französische Gemeinde mit 1.007 Einwohnern (Stand: 1. Januar 2022) im Département Seine-et-Marne in der Region Île-de-France. Sie gehört zum Arrondissement Fontainebleau und zum Kanton Fontainebleau (bis 2015: Kanton Perthes). Die Einwohner werden Arbonnais genannt.

## Geographie
Arbonne-la-Forêt liegt etwa 52 Kilometer südsüdöstlich von Paris und etwa zehn Kilometer westnordwestlich von Fontainebleau. Umgeben wird Arbonne-la-Forêt von Fleury-en-Bière im Norden und Nordwesten, Saint-Martin-en-Bière im Norden, Fontainebleau im Osten, Saint-Germain-sur-École und Soisy-sur-École im Nordwesten. 
|                 | Saint-Martin-en-Bière                       |               |
|                 | Kompassrose, die auf Nachbargemeinden zeigt | Fontainebleau |
| Noisy-sur-École | Achères-la-Forêt                            |               |

Die Gemeinde liegt im Regionalen Naturpark Gâtinais français. Am Westrand der Gemeinde führt die Autoroute A6 entlang.

## Bevölkerungsentwicklung
| 1962                      | 1968 | 1975 | 1982 | 1990 | 1999 | 2006 | 2013 |
| ------------------------- | ---- | ---- | ---- | ---- | ---- | ---- | ---- |
| 267                       | 355  | 412  | 496  | 762  | 947  | 964  | 1040 |
| Quelle: Cassini und INSEE |      |      |      |      |      |      |      |

## Sehenswürdigkeiten
Siehe auch: Liste der Monuments historiques in Arbonne-la-Forêt
- Kirche Saint-Éloi aus dem 12. Jahrhundert
- Kapelle Tour de la Vierge de Corne-Biche

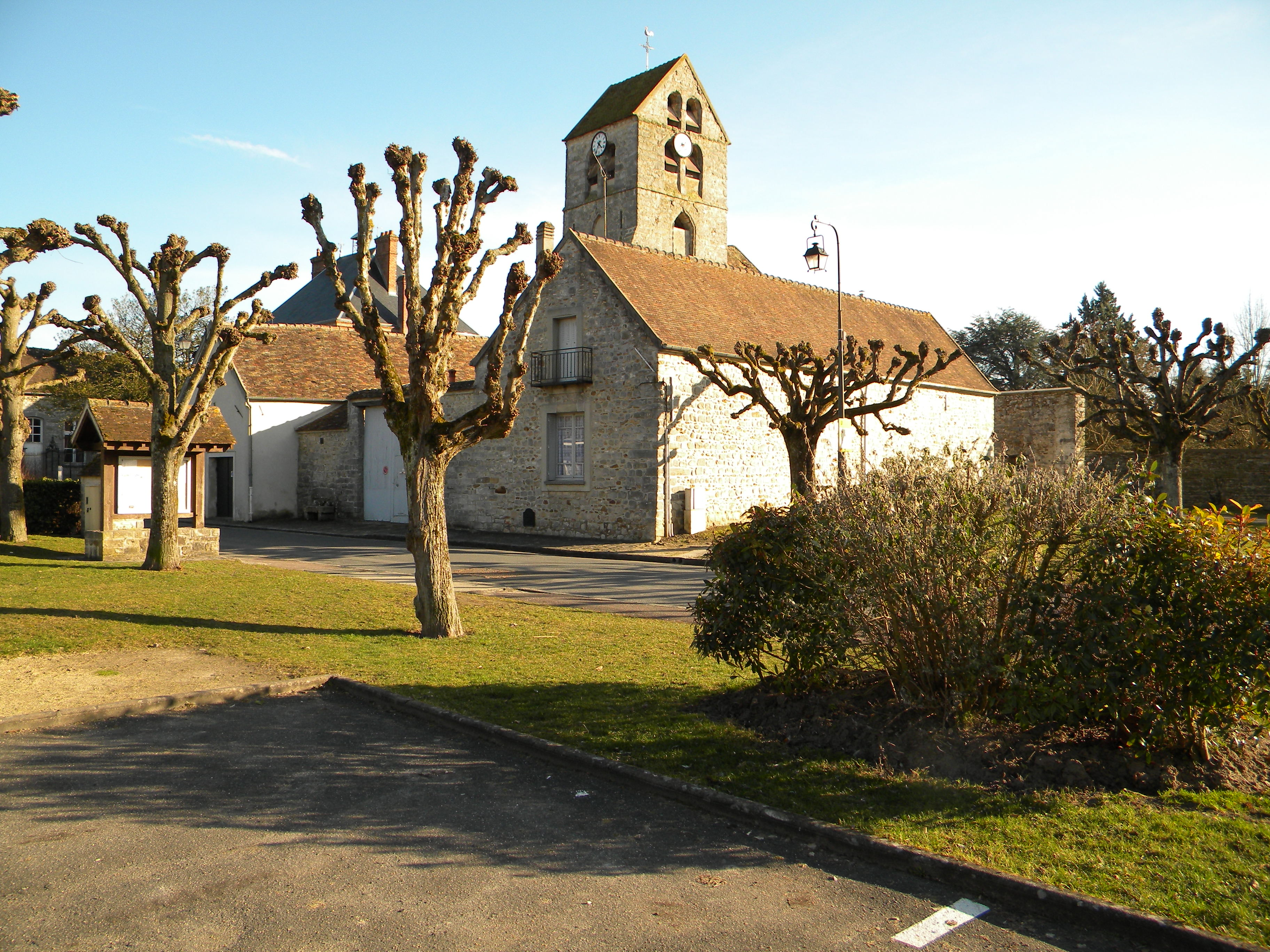
Kirche Saint-Éloi
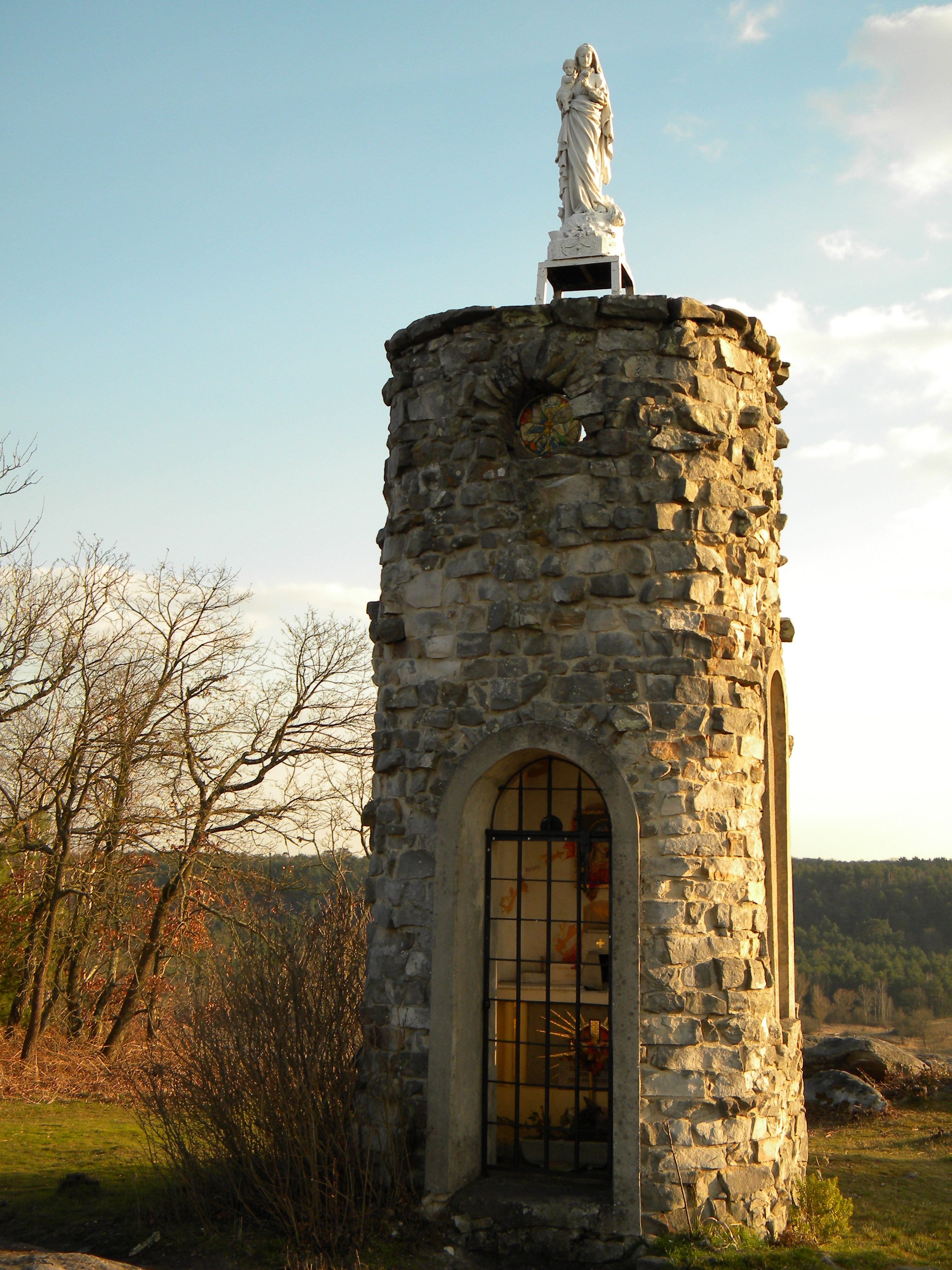
Tour de la Vierge de Corne-Biche